# 津川雅彦
津川 雅彦（つがわ まさひこ、1940年〈昭和15年〉1月2日 - 2018年〈平成30年〉8月4日）は、日本の俳優・映画監督・芸能プロモーター・時事評論家。
芸能事務所グランパパプロダクションに所属し、同社の代表取締役を務めた。位階は従五位。
俳優としては1956年の映画『狂った果実』が本格デビューであり、1959年に木下恵介監督の『惜春鳥』、1960年には大島渚監督の『太陽の墓場』など多くの話題作に出演。80年代以降は『マルサの女』（主役の板倉亮子（宮本信子）の上司役）『スーパーの女』（スーパー「正直屋」の専務役）など伊丹十三監督作品に多数出演し存在感を示した。1999年には『プライド・運命の瞬間』で東條英機役を演じ日本アカデミー賞優秀主演男優賞を受賞。2000年にはNHK大河ドラマ『葵 徳川三代』で主役の徳川家康を演じた。映画監督としてはマキノ 雅彦（マキノ まさひこ）を名乗り、3本の作品を監督した。
俳優業のかたわら、おもちゃの「グランパパ」の経営を行ったり、スコットランドの古城「ロックハート城」を解体し日本へ移築することを試みるなど、経営者や事業家としての一面もあった。また、保守的思想の持ち主としても知られ、ブログなどで持論を展開したり、同様の思想・信条の政治家・政治評論家との交流を行い、様々な団体の発起人になっている。
→#経営者・事業家 →#政治的主張

## 生涯
歌舞伎役者の澤村国太郎を父に、女優のマキノ智子を母に、本名は加藤 雅彦（かとう まさひこ）として、誕生。祖父は映画監督の牧野省三であり、演劇人一族、芸能一家の一員として育つ。兄は俳優の長門裕之（本名:加藤晃夫）。その他の身内についてはマキノ家を参照。京都府京都市中京区で生まれ育つ。
幼い頃から両親の大きな期待を背負い、1945年の映画『狐の呉れた赤ん坊』で子役デビュー。以後、兄同様に子役として数本の映画に出演した。
本格的な銀幕デビューは16歳のとき、1956年の日活映画『狂った果実』である。この映画が本格的な主演デビューとなる石原裕次郎の弟役を探していた石原慎太郎が一目見て気に入り、沢村家に頼み込んで強引にキャスティングして名付け親ともなった。当時津川は新聞記者に憧れて早稲田大学高等学院に在学しており、「夏休みだし1本くらい出てもいいか」と軽い気持ちだったというが、映画のヒットとともにたちまちスターダムに上り詰めた。人気絶頂の1958年、松竹へ移籍したがヒットに恵まれなかったこともあって人気が下落した。
フリーに転身してテレビなどに活動の場を広げるものの、1969年のデヴィ・スカルノとの不倫騒動を起こし、世間からバッシングされるなどして仕事が激減。窮地に陥っていたところ、1972年から開始された必殺シリーズの悪役に起用され、この演技で再びブレイクしたのを期に他作品でも積極的に悪役を演じるようになる。必殺シリーズでは、演出を担当した松本明から「世の中のみんなはお前が嫌いなんだから殺される悪役をやれ!」と言われて起用されたが、かつての美男スターのプライドを捨てて悪役をこなす中で多くを学んでいったという。
津川から熱烈なアプローチをかける形で女優の朝丘雪路と交際をスタートさせ、1973年に結婚。
1982年、『マノン』で第24回ブルーリボン賞助演男優賞を受賞。
叔母の沢村貞子からは「雅彦、お前は顔がいいんだから、芝居は4倍うまくならないと認めてもらえない」と若い頃に口酸っぱく忠告されていた。20代半ばに差し掛かる頃より徐々に肥え始め、それに伴い独特の癖のある風貌が強くなっていったが、逆にその個性を活かし、好色な中年男性を多く演じて当たり役となった。
ジェームス三木の代表作の多くに起用された他、1985年の『ひとひらの雪』を始めとする渡辺淳一作品にも多数出演。また、『お葬式』『マルサの女』等の伊丹十三監督作品の常連出演者でもあり、主にコミカルな役どころを演じて演技の幅を広げた。後に本人は「ジェームス三木、渡辺、伊丹の3人を自分にとって『三種の神器』のような存在であり、彼らなくして今日の自分はなかった」としている。
時代劇では三英傑（織田信長、豊臣秀吉、徳川家康）をすべて演じている他、徳川氏の役を演じることが多く、大河ドラマでは『独眼竜政宗』等で家康、『八代将軍吉宗』で綱吉、『勝海舟』で一橋慶喜を演じている（後述）。
2014年春の叙勲では旭日小綬章を受章。
2018年4月27日、妻の朝丘雪路と死別。同年5月20日に妻の死を受けて会見を開いた。この時、前年秋に肺炎を患った影響で酸素吸入器のチューブを鼻につけた状態で会見に臨んだが、これが公の場に出た最後の姿となった。
7月11日放送（収録日6月30日）の『昭和偉人伝』（BS朝日）が生前最後のメディア出演となった。最後に「もう周りに誰もいなくなりましたからね、もう寂しいなんてことはないですね。だけど（自分が今、肺と心臓の病気をしたから）僕もあまり長持ちしないなあと思っていますので、いつ死んでもいいと思っています。こうして生きているうちはなるべく精一杯元気に生きたいな、ともうそれだけですね。」と語っている。
8月4日午後5時45分、心不全のため東京都内の病院で死去した。78歳没。叙従五位。
戒名は「松鶴院雅堂浄彦居士」。墓所は京都市右京区の龍安寺にある。

## 年譜
- 洛星中学校から同志社高校、早稲田大学高等学院編入・中退。明治大学付属中野高等学校（定時制）、文化学院卒業。
- 1954年までは本名である加藤雅彦（幼児期は澤村マサヒコ）として活動。
- 1956年、日活製作の映画『狂った果実』に石原慎太郎の強烈な推薦で出演。石原が芸名を津川 雅彦と命名。「津川」の名は石原の小説『太陽の季節』のメインキャラクター「津川竜哉」から付けられた。
- 1958年、アメリカのロサンゼルスへ短期留学する。日活から松竹へ移籍。
- 1964年、松竹時代は人気が振るわず、同社から契約を解除されて退社する[2]。
- 1966年、渡邊美佐と渡辺プロダクションの俳優専門芸能事務所「ぷろだくしょん『道』」の設立に参加する。
- 1973年、女優の朝丘雪路（元宝塚歌劇団月組娘役）と結婚する。
- 1978年、おもちゃ販売会社グランパパを設立し運営。一号店を青山ツインタワーに開業する。
- 1993年、映画監督のオファーが来たため、病床のマキノ雅弘に「マキノ」を名乗ることの了解をもらう（ただし、この企画は頓挫した）[注 5]。
- 2006年、初監督作品『寝ずの番』が公開される。紫綬褒章受章[11]。
- 2009年、肺気胸で倒れるも、2月の映画公開に向けて復帰する。
- 2014年、旭日小綬章受章。
- 2018年8月4日、17時45分に心不全のため78歳で死去[12]。
- 2018年11月21日、同年4月に亡くなった妻・朝丘雪路と合同の「お別れの会」が青山葬儀所で営まれた[13]。

## 人物

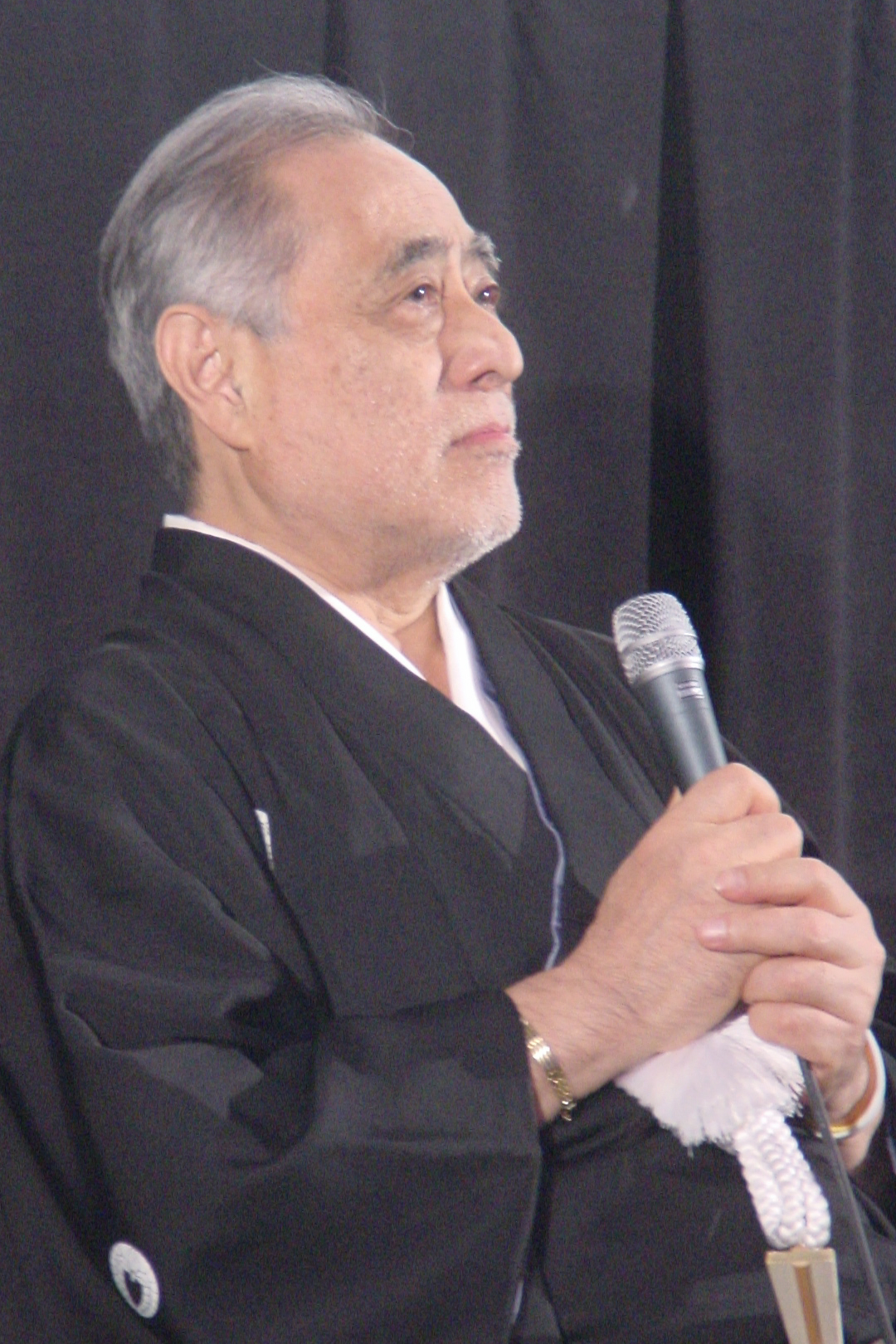
東京国際映画祭にて（2005年10月22日）

- 学校でも演劇論を講じることがあり、多摩大学経営情報学部講師や、東京放送芸術&映画・俳優専門学校で名誉学校長を務めた[14][15]。
- 休日は乗馬をして1日を過ごした[16]。1960年代末から90年代まで、日本中央競馬会の馬主として、本名の「加藤雅彦」名義で、自分の名前である「マサヒコ」や、事務所名の「グランパパ」を付けた馬を所有していた[17][18]。また1970年代にはMBSラジオ（毎日放送）『MBS日曜競馬』の司会も担当していたことがある[18][19]。
- 嘉穂劇場が水害に遭った際には、旅芸人座長団や俳優仲間らとともに、その再建運動に尽力した[20]。
- 松村邦洋からは、津川は「シャレのわかる人」と評された。松村はモノマネ中にしきりに顔を振るが津川本人は実際あまり顔を振らないので、津川は『松村ちゃん、僕はそんなに顔を動かさないよ』と注意したが、松村がお中元とお歳暮を贈ったところ（松村は「お中元とお歳暮は感謝の気持ち」とコメント）、津川が松村の気持ちに応えるように顔を上下に動かしながら「これで良いのかな？」と松村に語り、本家がモノマネ芸人に合わせるという、くだけた優しい一面を見せたという[21]。
- 『津川雅彦遊びぶろぐ〜サンタの隠れ家〜』では過激な発言を展開し、話題にもなった[22]。

### 周りからの評価など
映画監督の伊丹十三は津川について、「魂があって、理解力があって、それを表現する技があって。しかも、自分では“下手だ”と思っていて演技への追求心が強い。津川雅彦は私にとって理想の俳優だ」と評したことがある。
宮本信子は、津川について「伊丹作品で何度も共演した雅彦ちゃんとは、本当にいいコンビでした」と語っている。また、津川個人としては「華やかな恋愛や売れない頃の苦労など色々な経験をなさって、まるで日本のマストロヤンニですね。」と評している。
奥田瑛二は、「津川さんの演技は自我を出さず、役の幅が広い。それにはたゆまぬ努力が必要なはずです。でも津川さんは時々、『役作りはやっているけれど、それを人に見せたくない』と言っていた。ひけらかさず、我欲がなく、でも魅力的。その姿はとても職人的でした」と語っている。

### 家族・親族
妻は朝丘雪路、娘は真由子。
一人娘の真由子を溺愛しており、もし彼女に恋人ができたとしても、「（娘の彼氏という立場の男を）好きになれるはずがない」と、断固娘の恋人を拒否し続けていた。津川が亡くなる直前に真由子は俳優の友山裕之助と結婚した。
兄の長門裕之とはデビュー以来何かと比較されライバル関係が続いていたが、『マノン』の演技で津川が1982年度のブルーリボン賞最優秀助演男優賞を受賞した際に、長門が津川の実力を認め、和解している。長門の晩年には共演が多く、『八代将軍吉宗』『サラリーマン金太郎』『刑事☆イチロー』『相棒』『戦国自衛隊・関ヶ原の戦い』などがある。また自身の監督作品『寝ずの番』『次郎長三国志』にも長門が出演した。また長門が死去した際、妻の南田洋子を既に亡くし、子供もいなかったため、津川が葬儀の喪主を務めた。

### 緒形拳との関係
緒形拳とは親友同士であった。「ガタ」と呼び、お互いのことは何でも話し、幾多の困難を共に切り抜けてきた仲。
2008年10月5日に緒形が71歳で死去した際、緒形の家族とともに臨終を看取った。緒形は「お前身体大事にしろよ！ 良い映画沢山作ってくれよな！ 治ったら、鰻喰いに行こうな！ 白焼きをな！」と冗談を交えつつ、医者に危篤を宣言されている患者とは思えないような口調で津川に明るく振る舞ったという。しかし、その4時間後に緒形は帰らぬ人となった。津川はブログで「歌舞伎役者のように、虚空を睨み付けながら、静かに、静かに、息を引き取った！実に安らかに、名優らしい！カッコいい！立派な最期だった！俺もあんな死に方したいと本気で思えた！臨終に間に合い、話ができてつくづく良かったと思ってる！」と綴っている。没後、「緒形拳を偲ぶ会」を立ち上げた。

### 政治的主張

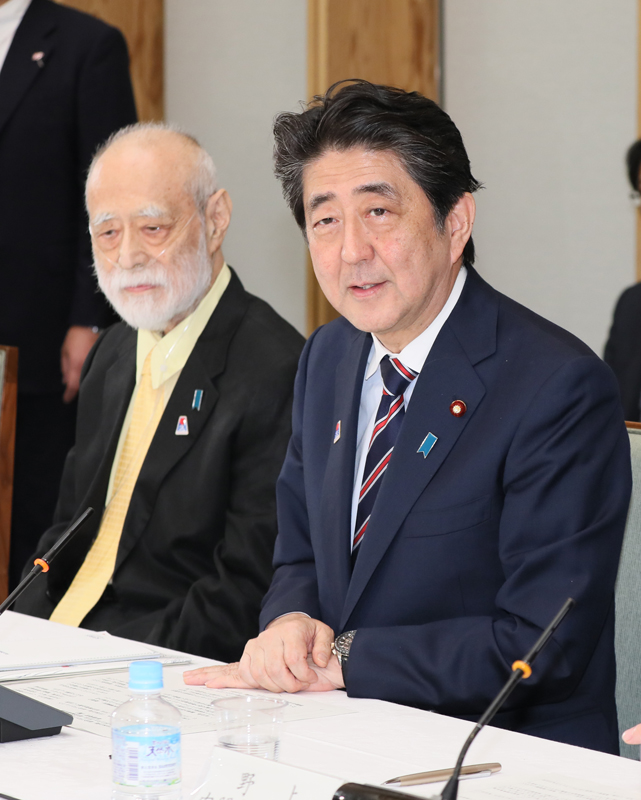
2018年6月22日、首相官邸で安倍晋三と

保守的思想を持つとともに、左翼嫌いで知られた。「みんなで靖国神社に参拝する国民の会」発起人、「首相の靖国神社参拝を求める国民の会」発起人、「日本の美」総合プロジェクト懇談会座長などを務めた。
映画『プライド・運命の瞬間』で東條英機役を演じる際、東條家を訪れて話を聞いたうえで役作りに生かしたという。その演技ぶりは東條の遺族に「まるで東條英機が生き返ったようです」と絶賛された。なお、この時朝日新聞の記者から「A級戦犯を演じることの是非」を問われ、「じゃあ君（質問した記者）はどう思うのかね!」と返した。撮影中「ある映画監督に制作を妨害された。ある小説家は、自宅前でのロケを、『うるさい』といって追い払った」。また、『落日燃ゆ』（2009年、テレビ朝日）では吉田茂を演じた。
ブログなどでも政治的な発言をしばしば行い、民主党や日本教職員組合を批判し、自由民主党（特に清和政策研究会）を支持した。大江健三郎を「中国韓国に媚び、自身の売込みに必死なエセ文化人の反日分子」と批判した。京都国際映画祭準備委員会会合では「山田洋次のような左翼の監督が日本をダメにした。左翼が武士をだらしなく描くようになって、日本映画はダメになった」と発言した。
2012年7月15日より、評論活動引退により番組を降板する三宅久之より指名を受けて『たかじんのそこまで言って委員会』（読売テレビ）のレギュラーパネリストとなった。番組内では準レギュラーパネリストである田嶋陽子や、左派・リベラル系の出演者と意見が対立することが多かった。
同年9月5日、津川、三宅久之、すぎやまこういちなど保守系の著名人28人は、同年9月の自由民主党総裁選挙に向けて、「安倍晋三総理大臣を求める民間人有志の会」を発足させた。同日、同団体は安倍晋三の事務所に赴き、出馬要請をした。9月26日、総裁選が実施され、安倍が当選した。

## 経営者・事業家
- おもちゃ・絵本の販売店「グランパパ」のオーナーでもあった。娘の真由子の誕生の時、木製のおしゃぶりをドイツから取り寄せたのをきっかけに、子供に安全な本物志向のおもちゃの必要性を感じて設立。評判となり全国展開するほどに成長した。しかし、フジテレビ・関西テレビ系の情報番組『新報道プレミアA』で、グランパパが経営悪化し6億5千万円の債務を背負っていたことが明らかになった。一時、自己破産の危機に陥ったが、支援企業が共同経営者になる条件付きで債務を肩代わりしてもらい、津川は破産を免れた。また、津川は借金返済のために朝丘の自宅を売却したことを認めている[43][44][45]。なお、津川は借金を生前に完済することが出来ず、死後も残ったという[46]。
- 一方で1987年、廃線となった北海道の旧国鉄広尾線を「幸福鉄道」としてよみがえらせ北海道広尾郡広尾町内にヨーロッパの古城を「サンタのお城」として移築し[47]、子ども達の為の天国を目標とした「サンタ愛ランド」の開発を計画[48]。広尾町のサンタランドとしての町おこし（1984年に広尾サンタランドの設立が認定された）に賛同し、1985年秋に初めて広尾を訪れた事をきっかけとして広尾町を気に入り、旧広尾線全線を「幸福鉄道公園」に位置付け各駅には駅名にちなんだ公園や遊園地・商業施設を建設し、その第一歩として古城を移築し世界の玩具職人の傑作を集め展示する「近代おもちゃ美術館」を城内に設け、周辺にはおもちゃに因んだ本を集めた図書館、サンタクロースの絵や人形を揃えた美術館、宿泊施設・レストラン・キャンプ場・遊園地の整備を目論んでいた[49]。建設地は広尾町内の町営牧場を想定し運営法人「サンタクロス88」を設立した上で1口880円で基金を募り[50]、300ヘクタールの敷地に12年間で約100億円の工費を見込み[51]、イギリス・スコットランドの古城「ロックハート城」を解体しシベリア鉄道経由で運び込み注目された[47]。しかし計画当初から具体的な計画内容が乏しく既存の旧広尾線関連の振興団体や沿線自治体から不信感が生じており[49]、広尾町に提出した事業計画が杜撰で詳細を問われると津川は「企業秘密に関わる」と回答してさらに不信を買い、また手続きの不備などもあり町側と対立し、1991年に町から計画受け入れ拒否を通告され計画は頓挫[50][51]。その後、群馬県沼田市の石材会社サンポウの社長が買収し、1993年に同県吾妻郡高山村で復元、「大理石村ロックハート城」として有料公開され、テレドラマロケ・結婚式場などにも使われている。津川は名誉城主に就任した。
- ほかにも、ショッピングモール「自由が丘チルドレンミュージアム（2006年2月末に日本土地建物が取得し大規模改修を行い、2007年8月20日よりネオプラザ自由が丘となっている[52][53]。）」や原宿の「アイドルワンダーランド」の設立にも関与していた。

## 出演作品の傾向

### 徳川家将軍
徳川家将軍の役を演じることが多い。徳川家康は特に多く5回（NHK大河ドラマで2度）演じている。『独眼竜政宗』では、勝新太郎が演じる強大な支配者である豊臣秀吉の横で、感情表現も少なく、腹の中では何を考えているのか分からない、底の知れない家康を演じた。反対に大河ドラマ主演として家康を演じた『葵 徳川三代』では、秀吉がこの世を去った後から物語が開始されるため、ハイテンションで一族のボスに相応しいゴッドファーザーのような役であり、大河ドラマ史上最高齢で主人公を演じた。家康を演じた最も後年のものである2006年の『戦国自衛隊・関ヶ原の戦い』でも貫禄ある老年期の家康を演じ、兄・長門裕之、更にはドラマ最後の出演となった長門の妻であり義姉・南田洋子と共に出演を果たしている。
| 役柄     | ドラマ |
| -------- | --- |
| 徳川家康 | - 独眼竜政宗（1987年、NHK大河ドラマ） - 徳川武芸帳 柳生三代の剣（1993年、テレビ東京） - 家康が最も恐れた男 真田幸村（1998年、テレビ東京） - 葵 徳川三代（2000年、NHK大河ドラマ）※大河ドラマ主演 - 戦国自衛隊・関ヶ原の戦い（2006年、日本テレビ） |
| 徳川家綱 | - 大奥（1968年 - 1969年、関西テレビ） |
| 徳川綱吉 | - 大奥（1983年 - 1984年、関西テレビ） - 八代将軍吉宗（1995年、NHK大河ドラマ） - 忠臣蔵（2004年、テレビ朝日） - 忠臣蔵 瑤泉院の陰謀（2007年 テレビ東京）                                                                                          |
| 徳川家斉 | - 松本清張スペシャル かげろう絵図（2016年、フジテレビ） |
| 徳川慶喜 | - 勝海舟（1974年、NHK大河ドラマ） - 勝海舟（1990年、日本テレビ） |

### 必殺シリーズ
一時期、女性問題や所属事務所移籍問題の影響を受けて、仕事の入らない時期があった。そんな中、当時朝日放送でディレクターとして活躍していた親友の松本明からの熱心な誘いを受けて、『必殺仕掛人』に悪役としてゲスト出演した。それまでの正統派二枚目俳優のイメージを覆した個性的な悪人を演じた上、仕置される時には妙な奇声をあげて殺られる演技が大きな反響を呼び、以降も初期の必殺シリーズ（第2作『必殺仕置人』 - 第7作『必殺仕業人』）の常連悪役として、作品に花を添えた。第24作『必殺橋掛人』では主人公へ昇格、初期作品に通ずるドラマ作りに大きく貢献した。
ゲスト出演作品
- 必殺仕掛人 第15話「人殺し人助け」（1972年12月9日） - 鳥越の松十郎
- 必殺仕置人 第9話「利用する奴される奴」（1973年6月16日） - 清造
- 助け人走る 第5話「御生命大切」（1973年11月17日） - 笹本虎之助
- 暗闇仕留人 第8話「儲けて候」（1974年8月10日） - 堺屋利兵衛
- 必殺必中仕事屋稼業 第20話「負けて勝負」（1975年5月16日） - 伊三郎
- 必殺仕置屋稼業 第2話「一筆啓上罠が見えた」（1975年7月11日） - 鳶辰
- 必殺仕業人 第2話「あんたこの仕業どう思う」（1976年1月23日） - 田島屋伝兵衛
- 必殺仕事人2010（2010年7月10日）- 沢木丹波守輔忠

主演作品
- 必殺橋掛人（1985年） - 柳次

劇場版出演作品
- 必殺!主水死す（1996年） - 権の四郎

### その他
映画監督の金子修介は、CMを演出した縁から津川に可愛がってもらったといい、津川は金子作品に短いシーンでも出演することが多い。津川は、金子について義理人情に厚く、笑顔が可愛いので惚れてしまったと語っていた。

## 出演作品

### 映画

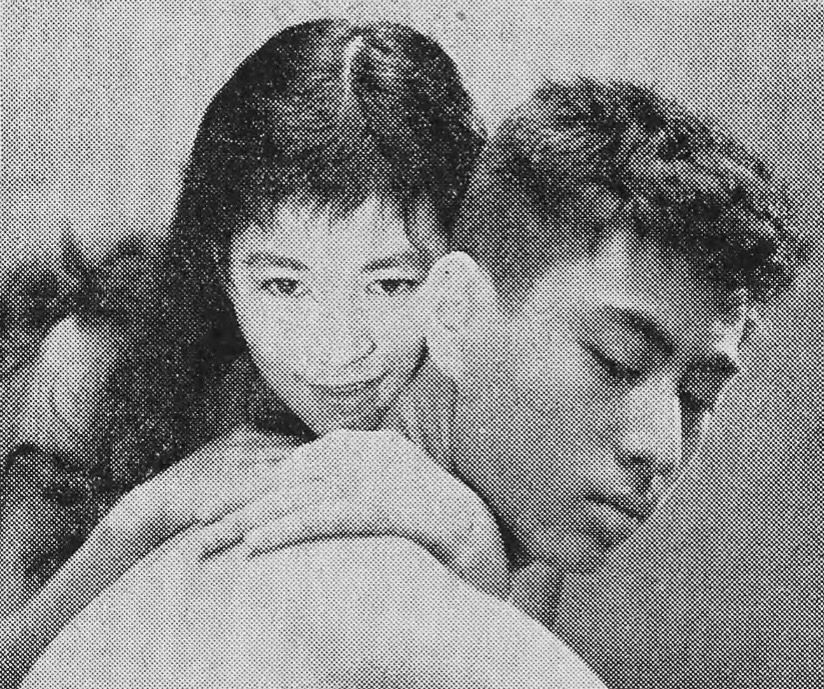
『狂った果実』（1956年）

『孤獨の人』（1957年）

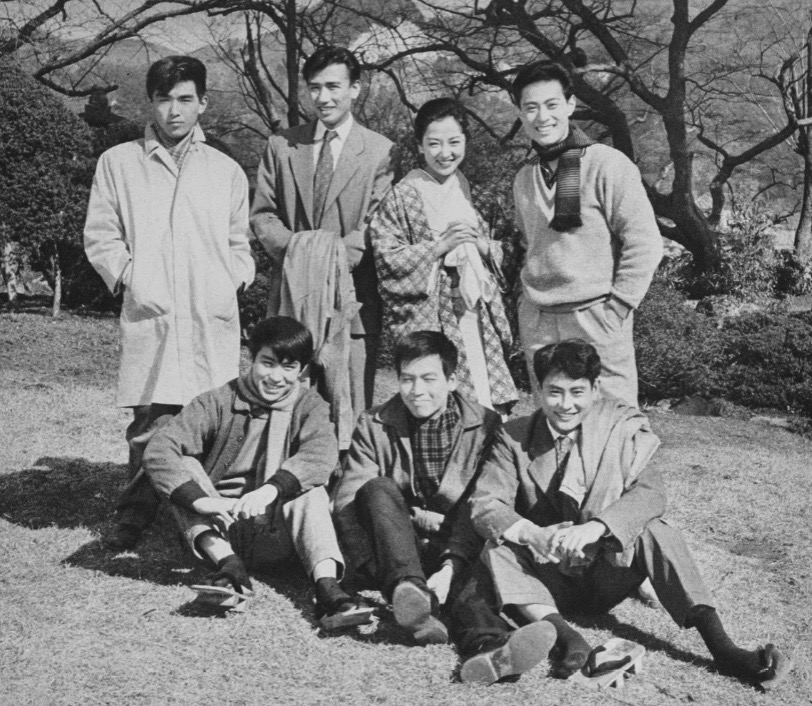
『惜春鳥』（1959年）

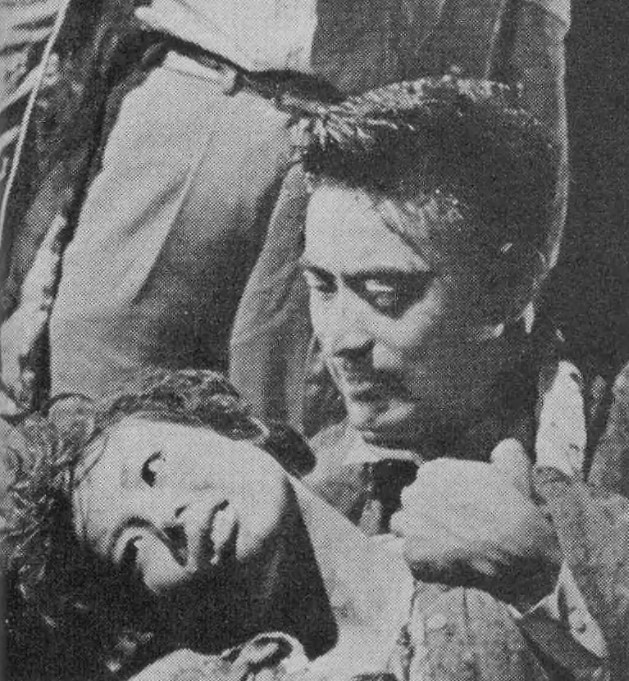
『日本の夜と霧』（1960年）

- 狐の呉れた赤ん坊（1945年、大映） - 善太 役（7歳）[注 10]
- 東京特急四列車（1946年、松竹） - 国雄 役[注 10]
- 逃亡者（1947年、大映） - 近藤実
- 素浪人罷通る（1947年、大映） - 少年三吉
- かくて忍術映画は終りぬ（1948年、大映） - 秋葉幸夫
- 天狗飛脚（1949年、大映） - 平太郎 役[注 10]
- 乞食大将（1952年、大映 ※製作は1945年） - 花石 役[注 10]
- ひよどり草紙（1952年、東映） - 麻吉
- 武蔵と小次郎（1952年、松竹） - 吉岡又七郎
- 獅子の座（1953年、大映） - 宝生石之助
- 山椒大夫（1954年、大映） - 少年時代の厨子王
- 狂った果実（1956年、日活） - 滝島春次
- 夏の嵐（1956年、日活） - 浅井明
- 人間魚雷出撃す（1956年、日活） - 今西一曹の弟
- お転婆三人姉妹 踊る太陽（1957年、日活）
- 孤獨の人（1957年、日活） - 千谷吉彦
- 青春の抗議（1957年、日活） - 茂木保吉
- 今日のいのち（1957年、日活） - 鳥羽岳二
- 月下の若武者（1957年、日活） - 千寿丸
- 十七才の抵抗（1957年、日活） - 長谷川哲次
- 危険な年齢（1957年、日活） - 村井和夫
- 江戸の小鼠たち（1957年、日活） - 次郎吉
- 禁じられた唇（1958年、日活） - 辻五郎
- 明日の太陽（1959年、松竹）
- 惜春鳥（1959年、松竹） - 牧田康正
- どんと行こうぜ（1959年、松竹） - 茂々木三郎
- 素晴らしき十九才（1959年、松竹） - 有松克彦
- ここに男あり（1959年、松竹） - 立花竜太郎
- 花の幡随院（1959年、松竹） - 白井権八
- 霧ある情事（1959年、松竹） - 森野聰
- 晴れ姿勢揃い 剣侠五人男（1959年、松竹） - 浅香源太郎
- 二度とこないぞ青春は（1960年、松竹） - 池島亮一
- 朱の花粉（1960年、松竹） - 浜名井太郎
- 波の塔（1960年、松竹） - 小野木喬夫
- バナナ（1960年、松竹） - 呉竜馬
- 伊豆の踊子（1960年、松竹） - 学生水原
- しかも彼等は行く（1960年、松竹） - 河田敏夫
- 太陽の墓場（1960年、松竹） - 信（信栄会会長）
- 日本の夜と霧（1960年、松竹） - 太田
- ろくでなし（1960年、松竹） - 北島淳
- 暴れん坊三羽烏（1960年、松竹） - 島崎吾郎
- 鑑賞用男性（1960年、松竹） - ボーイ
- 悪人志願（1960年、松竹） - 竜夫
- 旗本愚連隊（1960年、松竹） - 長坂千槍三郎
- 悪の華（1961年、松竹） - 上坂タカシ
- 図々しい奴（1961年、松竹） - 伊勢田直政
- 引越やつれ（1961年、松竹） - 山内実
- のれんと花嫁（1961年、松竹） - 石原城太郎
- 甘い夜の果て（1961年、松竹） - 手塚二郎
- 風来先生（1961年、松竹） - 白戸勉吉
- 妻あり子あり友ありて（1961年、松竹） - 辺見竜四郎
- あの波の果てまで 前篇・後篇・完結篇（1961年、松竹） - 佐竹竜一
- 千客万来（1962年、松竹） - 吉田修
- 酔っぱらい天国（1962年、松竹） - 片岡晃一郎
- 空と海の結婚（1962年、松竹） - 寺井夏雄
- かあちゃん結婚しろよ（1962年、松竹） - 下瀬先生
- この日美わし（1962年、松竹） - 聴涛和也
- 三人娘乾杯!（1962年、松竹） - 吉岡修二
- 愛と悲しみと（1962年、松竹） - 黒田武
- 裸体（1962年、松竹） - ハンサム・ボーイ
- 「可否道」より なんじゃもんじゃ（1963年、松竹） - 前衛写真家太田
- 無宿人別帳（1963年、松竹） - 仙太
- 残菊物語（1963年、松竹） - 中村福助
- 舞妓と暗殺者（1963年、大映） - 九鬼進二郎
- 100万人の娘たち（1963年、松竹） - 柏木登
- 魚河岸の旋風娘（1963年、松竹） - 立花浩一
- 歌え若人達（1963年、松竹） - 説明する学生
- 江戸無情（1963年、大映） - 名越兵馬
- 次郎長三国志シリーズ（東映版） - 増川仙右衛門 
  - 次郎長三国志（1963年）
  - 続・次郎長三国志（1963年）
- 日本侠客伝（1964年、東映） - ポンポンの繁
- さまざまの夜（1964年、松竹） - 屋沢一郎
- モンローのような女（1964年、松竹)
- いれずみ突撃隊（1964年、東映） - 宮田二等兵
- 明治侠客伝 三代目襲名（1965年、東映） - 江本春夫
- 昭和残侠伝 唐獅子牡丹（1966年、東映） - 清川周平
- 喜劇 駅前弁天（1966年、東宝） - 高田先生
- 氷点（1966年、大映） - 北原
- 男の顔は切り札（1966年、松竹） - 清吉
- 昭和残侠伝 血染めの唐獅子（1967年、東映） - お坊主竹
- 砂糖菓子が壊れるとき（1967年、大映） - 奥村豊
- 尼寺(秘)物語（1968年、東映） - キク
- キューバの恋人（1969年、日本・キューバ合作） - アキア
- 日本侠客伝 花と龍（1969年、東映） - ノロ甚
- 日本残侠伝（1969年、日活） - 木曽の吾作
- 悪名一番勝負（1969年、大映） - 川流れの仙次
- 女賭博師花の切り札（1969年、大映） - 夜泣きの半次
- 玄海遊侠伝 破れかぶれ（1970年、大映） - 岡部亭蔵
- 女組長（1970年、大映） - 信吉
- 昭和残侠伝 死んで貰います（1970年、東映） - 書生節の男
- 男一匹ガキ大将（1971年、ダイニチ映配） - 源氏（乞食）
- 日本女侠伝 血斗乱れ花（1971年、東映） - 平野藤吉
- 男はつらいよ 私の寅さん（1973年、松竹） - 画商
- 花心中（1973年、松竹） - 蔵洋介
- 山口組外伝 九州進攻作戦（1974年、東映） - 吉村弘
- 直撃! 地獄拳（1974年、東映） - マリオ・水原
- どてらい男（1975年、東宝） - 竹田一夫
- 春琴抄（1976年、東宝） - 美濃屋利太郎
- 天使を誘惑（1979年、東宝） - 岩淵薫
- マノン（1981年、東宝） - 滝沢
- ザ・レイプ（1982年、東映） - 高木三郎
- 時代屋の女房（1983年、松竹） - サンライズ・マスター
- 迷走地図（1983年、松竹） - 川村正明
- お葬式（1984年、ATG） - 木村先生
- 天国の駅 HEAVEN STATION（1984年、東映） - 福見康治
- ひとひらの雪（1985年、東映） - 伊織祥一郎
- タンポポ（1985年、東宝） - マネージャー
- ウホッホ探険隊（1986年、東宝） - テープの声
- 夜汽車（1987年、東映） - 溝上昇
- マルサの女（1987年、東宝） - 花村
- 別れぬ理由（1987年、東映） - 速水修平
- 永遠の1/2（1987年、東宝） - 藤田
- マルサの女2（1988年、東宝） - 花村
- 郷愁（1988年、ATG） - 山沖挙春
- ガラスの中の少女（1988年、東映） - 沖中杉太郎
- せんせい（1989年、松竹） - 津田牧彦
- 善人の条件（1989年、松竹） - 牧原芳彦
- 桜の樹の下で（1989年、東映） - 遊佐恭平
- あげまん（1990年、東宝） - 鈴木主水
- 極道の妻たち 最後の戦い（1990年、東映） - 市場憲章
- 天と地と（1990年、東映） - 武田信玄
- 首領になった男（1991年、東映） - 金子荘太郎
- 幕末純情伝（1991年、松竹） - 岩倉具視
- いつかどこかで（1991年、東宝） - 北沢
- ありふれた愛に関する調査（1992年、アルゴ・ピクチャーズ） - 黒崎
- 濹東綺譚（1992年、ATG） - 永井荷風
- ミンボーの女（1992年、東宝） - 外務省高官
- 課長島耕作（1992年、東宝） - 大泉裕介
- きらきらひかる（1992年、ヘラルド・エース＝日本ヘラルド） - 加山忠志
- 大病人（1993年、東宝） - 医師
- 女ざかり（1994年、松竹） - 豊崎洋吉
- 東雲楼・女の乱（1994年、東映） - 山岡八兵衛
- 忠臣蔵外伝 四谷怪談（1994年、松竹） - 大石内蔵助
- 集団左遷（1994年、東映） - 横山輝生
- 午後の遺言状（1995年、日本ヘラルド映画） - 森本三郎
- 必殺!主水死す（1996年、松竹） - 権の四郎
- スーパーの女（1996年、東宝） - 小林五郎
- 新・居酒屋ゆうれい（1996年、東宝） - 佐久間
- マルタイの女（1997年、東宝） - 真行寺編成局長
- 学校の怪談3（1997年、東宝） - 校長先生
- 私たちが好きだったこと（1997年、東映） - 美容院のオーナー
- 身も心も（1997年、東京テアトル） - 綾の父
- 緑の街（1998年、ファー・イースト・クラブ） - 坂本
- Looking For（1998年、近代映画協会） - 松戸
- プライド・運命の瞬間（1998年、東映） - 東條英機
- 絆 -きずな-（1998年、東宝） - 小橋副総監
- ショムニ（1998年、松竹）
- おもちゃ（1999年、東映） - 吉川嘉一郎
- 生きたい（1999年、日本ヘラルド映画） - 烏丸長者
- ガメラ3 邪神覚醒（1999年、大映） - 航空総隊司令
- Nile ナイル（1999年、東映） - 板東環
- サラリーマン金太郎（1999年、東宝） - 大和龍之介
- ゴジラ・モスラ・キングギドラ 大怪獣総攻撃（2001年、東宝） - 官房長官 [1]
- ムルデカ17805（2001年、東宝） - 今村中将
- RED SHADOW 赤影（2001年、東映） - 東郷秀信
- 伝説のやくざ ボンノシリーズ（東映ビデオ） - 三代目山賀組組長 田城正雄 
  - 伝説のやくざ ボンノ 烈火の章（2002年）　　
  - 伝説のやくざ ボンノ 落日の章（2002年）
- KUM I S O 組葬（2002年、アースライズ） - 宮田
- ぷりてぃ・ウーマン（2003年、シネカノン） - 市役所の部長
- 許されざる者シリーズ（シネマパラダイス） - 連城一家総長 連城彦九郎 
  - 許されざる者 第一章 獅子の血戦（2003年）　　　
  - 許されざる者 第二章 獅子の鎮魂歌 （2003年）
- バトル・ロワイアルII 鎮魂歌（2003年、東映） - 内閣総理大臣
- 偶然にも最悪な少年（2003年、東映） -  アクセサリー売りのおじさん
- いつかA列車に乗って（2003年、シネマクロッキオ） - 梅田茂一郎
- 油断大敵（2004年、ゼアリズエンタープライズ＝ケングルーヴ） - 東条医師
- ミラーを拭く男（2004年、パル企画） - 関西人サイクリスト
- 渋谷物語（2005年、東映） - 天野政道
- 劇場版ナニワ金融道 灰原勝負!起死回生のおとしまえ!!（2005年、アートポート） - 金畑金三
- 欲望（2005年） - 袴田亮介
- THE 有頂天ホテル（2006年、東宝） - 板東健治
- 転がれ!たま子（2006年、シネカノン） - 大福千歳
- 燃ゆるとき（2006年、東映） - 高木遼太郎社長
- 雪に願うこと（2006年、ビターズ・エンド） - 大関
- デスノート / デスノート the Last name（2006年） - 佐伯警察庁長官
- 長い散歩（2006年、キネティック） - 医師
- 愛の流刑地（2007年、東宝） - 中瀬宏
- 蒼き狼 〜地果て海尽きるまで〜（2007年、松竹） - ケクチェ
- 大帝の剣（2007年、東映） - おやかた様（真田幸村）
- The焼肉ムービー プルコギ（2007年、ファントム・フィルム） - 「ヤキニクバトルロワイヤル」審査員長
- 怪談（2007年、松竹） - 三蔵
- 相棒 -劇場版- 絶体絶命! 42.195km 東京ビッグシティマラソン（2008年、東映） - 瀬戸内米蔵
- 落語娘（2008年、日活） - 三々亭平左
- 風が強く吹いている（2009年、松竹） - 田崎源一郎
- ジャイブ 海風に吹かれて（2009年、ダゲレオ出版） - 泊繁三
- カケラ（2010年、ピクチャーズデプト） - 田中正
- ラムネ（2010年、エイベックスエンタテインメント）
- 交渉人 THE MOVIE タイムリミット高度10,000mの頭脳戦（2010年、東映） - 御堂啓一郎
- 死刑台のエレベーター（2010年、角川映画） - 手都孝光
- 脇役物語（2010年、東京テアトル）- 松崎健太
- あしたのジョー（2011年、東宝） - 白木幹之介
- 一枚のハガキ（2011年、東京テアトル） - 利ヱ門
- セイジ -陸の魚-（2012年、ギャガ / キノフィルムズ） - ゲン爺
- ラーメン侍（2012年、ティ・ジョイ） - 森田
- ストロベリーナイト（2013年、東宝） - 國奥定之助
- 青木ヶ原（2013年） - 住職
- ウルトラマンギンガシリーズ（松竹） - 礼堂ホツマ 役
  - ウルトラマンギンガ 劇場スペシャル（2013年、松竹）
  - ウルトラマンギンガ 劇場スペシャル ウルトラ怪獣☆ヒーロー大乱戦!（2014年）
- 偉大なる、しゅららぼん（2014年、アスミック・エース） - 日出淡八郎
- 舞妓はレディ（2014年、東宝） - 馴染の客
- 0.5ミリ（2014年、彩プロ） - 真壁義男
- 救いたい（2014年、AMGエンタテインメント） - 岸義行
- 迷宮カフェ（2015年、KADOKAWA）- 骨髄移植コーディネーター
- ソロモンの偽証 後篇・裁判（2015年、松竹） - 小林修造
- 向日葵の丘・1983年夏（2015年、青空映画舎） - 梶原支配人
- 陽光桜-YOKO THE CHERRY BLOSSOM-（2015年、GRAND KAFE PICTURES） - 農林水産省次官
- 昭和最強高校伝 國士参上!!（2016年） - 皇士舘創立者舘長 梅屋庄右衛門
- ゆずの葉ゆれて（2016年、エレファントハウス） - ジイちゃん（鈴田久雄）
- 後妻業の女（2016年、東宝） - 中瀬耕造 [56]
- 涙の数だけ笑おうよ（2016年、ドキュメンタリー映画） - ナレーション 役  [57]
- たたら侍（2017年、LDH PICTURES） - 与平
- 生きとし生けるもの（2017年、ドキュメンタリー映画） - ナレーション
- サイレン（2017年、クロマリズム） - 豊重均
- HiGH&LOW〜THE STORY OF S.W.O.R.D.〜シリーズ
  - HIGH&LOW THE MOVIE2 END OF SKY（2017年、松竹）- 九世龍心
  - HIGH&LOW THE MOVIE3 FINAL MISSION（2017年、松竹）- 九世龍心
- 鳩 Pigeon（アジア三面鏡2016：リフレクションズ）（2018年、国際交流基金） - 田中道三郎

### テレビドラマ
- 息子の縁談（1958年、日本テレビ）
- クライマックス 人生はドラマだ マキノ省三（1960年、日本テレビ） - 牧野省三
- 君の名は（1962年 - 1963年、フジテレビ）
- 連続テレビ小説（NHK総合）
  - うず潮（1964年 - 1965年） - 大杉光平
  - おはなはん（1966年 - 1967年） - 速水謙一郎
  - いちばん星（1977年4月 - 10月） - 中山晋平
  - 本日も晴天なり（1981年10月 - 1982年4月） - 桂木宗俊
  - 澪つくし（1985年4月 - 10月） - 坂東久兵衛
- 源氏物語（1965年、毎日放送）
- のれん太平記 第4シリーズ（1965年、フジテレビ） - 佐久間透 
  - のれん太平記 第5シリーズ（1965年 - 1966年、フジテレビ） - 牧田晴男
- ライオン奥様劇場 / 暖流（1967年、フジテレビ）
- 日高川（1967年、TBS） - 滝津三郎
- 意地悪ばあさん 第10話「やとわれ姑の巻」（1967年、読売テレビ）
- カツドウ屋一代（1968年、毎日放送） - マキノ雅弘
- 大河ドラマ（NHK総合）
  - 竜馬がゆく（1968年） - 久坂玄瑞
  - 勝海舟（1974年） - 徳川慶喜
  - 黄金の日日（1978年） - 津田宗及
  - 徳川家康（1983年） - 大久保長安
  - 独眼竜政宗（1987年） - 徳川家康
  - 八代将軍吉宗（1995年） - 徳川綱吉
  - 葵 徳川三代[58]（2000年） - 徳川家康
  - 武蔵 MUSASHI（2003年） - 本阿弥光悦
  - 功名が辻（2006年） - 不破市之丞
- 大奥（1968年 - 1969年、関西テレビ） - 徳川家綱
- ながい坂（1969年、NET） - 滝沢兵部
- 日本怪談劇場 第1話「怪談 蚊喰鳥」（1970年、12CH） - 孝次郎
- 2丁目3番地（1971年、日本テレビ）- 津上一夫
- 徳川おんな絵巻（1971年、関西テレビ）- 歌川春衛 
  - 第29話「浮世絵の女」
  - 第30話「情事の秘密」
- ザ・ガードマン（1971年、TBS）
  - 第308話「結婚サギ師・責任とってもらいます」
  - 第318話「夫を盗まれた妻の復讐」
  - 第320話「ボウリング場殺人事件」
  - 第324話「ズッコケ娘にホトホトまいった」
  - 第333話「フランスで死んだ女」
  - 第334話「荒野のカー・アクション殺人」
  - 第345話「まあ恥ずかしい!スターの告白」
  - 第347話「すごーい奥さんの飛行機爆破作戦」
- 遠山の金さん捕物帳（1970年 - 1973年、NET）
  - 第45話「奉行に挑んだ女」（1971年） - 森源八郎
  - 第134話「過去を失った男」（1973年） - 川平
- 弥次喜多隠密道中 第5話「富士川騒動」（1971年、日本テレビ） - 黒田
- 天皇の世紀 第6話「異国」（1971年、朝日放送） - 木村摂津守喜毅
- おはよう（1972年、TBS）
- 冬物語（1972年、日本テレビ）- 宗方純二
- シークレット部隊（1972年、TBS） - 赤城チェックマン
- 二人の素浪人 第6話「抜刀!雨の脇街道」（1972年、フジテレビ） - 猪之吉
- 新書太閤記（1973年、NET） - 浅井長政
- 非情のライセンス（1973年、NET） 第1シリーズ 第25話「兇悪の書斎」 - 真谷吾郎
- 旗本退屈男（1973年、NET） 第2話「囮りあみ」 - 百化けの十吉
- ぶらり信兵衛 道場破り（1974年、フジテレビ）
  - 第17話「やきいもや」 - 清十郎
  - 第42話「わらじ」 - 浪人・宗方
- 右門捕物帖（1974年、NET） 第1話「雨の女」
- 事件狩り（1974年、TBS） 第4話「夜明けのさよなら」
- 座頭市シリーズ
  - 座頭市物語（1974年、フジテレビ） 第1話「のるかそるかの正念場」 - 弥三郎
  - 新・座頭市（1976年、フジテレビ） 第1シリーズ 第3話「瀬来の別れ花」 - 喜三郎
- 放浪家族（1975年、毎日放送） - 井汲克彦
- 痛快!河内山宗俊 第22話「桃の節句に雪を見た」（1976年、フジテレビ） - 大俵玄蕃
- 新・二人の事件簿 暁に駆ける! 第32話「したたかな闘い」（1977年、朝日放送）
- 岸辺のアルバム（1977年、TBS） - 堀先生
- たとえば、愛（1979年、TBS） - 高井五郎
- 見知らぬ恋人（1979年 - 1980年、朝日放送） - 牧村浩
- 松本清張の白い闇（1980年12月、テレビ朝日）
- 蛇蝎のごとく（1981年、NHK総合） - 石沢清孝
- 野々村病院物語（1981年、TBS） - 久米丈二
- さよなら三角またきて四角（1982年、TBS） - 桜木雅也
- ロウソクが消えない ママ、わたし話したいの（1982年、テレビ朝日）
- 野々村病院物語II（1982年、TBS） - 木井省三
- ホームスイートホーム（1982年、日本テレビ）
- 日曜劇場
  - つゆくさ・愛（1982年8月22日、CBC） - 関隆二
  - 華麗なる一族（2007年、TBS） - 永田大蔵大臣
- 松本清張の「顔」（1982年9月3日 - 24日、TBS） - 三村
- 戦国の女たち（1982年、フジテレビ） - 織田信長
- 大奥（1983年 - 1984年、関西テレビ） - 徳川綱吉
- 望郷・美しき妻の別れ（1983年、フジテレビ）- 常本浩一郎
- 夏に恋する女たち（1983年、TBS）- 上坂栄
- みんな大好き!（1983年、日本テレビ） - 美川興業社長
- 序の舞・新春ドラマスペシャル（1984年1月、テレビ朝日）
- 松本清張の葦の浮船（1984年2月、テレビ朝日） - 折戸二郎
- 日本の面影（1984年3月、NHK総合） - 服部一三
- 水曜時代劇 宮本武蔵（1984年4月 - 1985年3月、NHK総合） - 沢庵
- ニュードキュメンタリードラマ昭和 松本清張事件にせまる 第6回「昭電疑獄 野望の設計図」（1984年5月、テレビ朝日）
- 鬼龍院花子の生涯（1984年7月 - 8月、TBS） - 林田恒吉
- 破獄（1985年4月6日、NHK総合）- 鈴江圭三郎
- 化身（1987年、フジテレビ）- 秋葉大三郎
- 傑作時代劇 半七捕物帳 十手無用の仮面舞踏会（1987年、テレビ朝日）
- すてきな三角関係 壁際族に花束を（1987年、TBS） - 大友課長
- 風少女（1988年、日本テレビ）- 麻生隆
- 年末時代劇スペシャル（日本テレビ）
  - 五稜郭（1988年） - 勝海舟
  - 奇兵隊（1989年） - 周布政之助
  - 勝海舟（1990年） - 徳川慶喜
- 氷点（1989年、テレビ朝日） - 辻口啓造
- 空と海をこえて（1989年、TBS） - 桂木誠
- 源義経（1990年、TBS）- 後白河法皇
- マドンナは春風にのって（1990年、NHK総合）
- 12時間超ワイドドラマ→新春ワイド時代劇（テレビ東京）
  - 徳川武芸帳 柳生三代の剣（1993年） - 徳川家康
  - 織田信長（1994年）- 斎藤道三
  - 炎の奉行 大岡越前守（1997年） - 柳沢吉保
  - 家康が最も恐れた男 真田幸村（1998年） - 徳川家康
  - 赤穂浪士（1999年） - 立花左近
  - 壬生義士伝〜新選組でいちばん強かった男〜（2002年） - 八木源之丞
  - 忠臣蔵 瑤泉院の陰謀（2007年） - 徳川綱吉
  - 信長燃ゆ（2016年） - 快川和尚 [59]
- 本多の狐 徳川家康の秘宝（1992年、朝日放送）
- 独眼竜の野望 伊達政宗（1993年、テレビ朝日）- 豊臣秀吉
- 憎しみに微笑んで（1993年、TBS）- 牧野信一郎
- 松本清張スペシャル・Dの複合（1993年9月10日、フジテレビ） - 伊瀬忠隆
- 日本名作ドラマ 鍵（1993年9月20日・9月27日、テレビ東京） - 桐谷正信
- 眠狂四郎スペシャル（テレビ朝日）
  - 眠狂四郎II「江戸城に渦巻く陰謀!母よ、妻よ、女たちよ、円月殺法、御照覧あれ!!」（1993年） - 松平主水正
  - 眠狂四郎Ⅲ「今日あって明日なき命を生きる者」（1996年） - 七草喜久左衛門
  - 眠狂四郎IV「雪の夜に私を殺して！狂四郎を愛し続けた女」（1998年） - 真如
  - 眠狂四郎 The Final（2018年、フジテレビ） - 松平主水正
- 大忠臣蔵（1994年、TBS） - 多門伝八郎
- 夢見る頃を過ぎても（1994年、TBS）- 栗原信次郎
- 私は貝になりたい（1994年、TBS）- 矢野中将
- 御用牙（1994年、フジテレビ　※放送は2004年3月） - 鳥居耀蔵
- 金曜エンタテイメント『戦後50年特別企画 女たちの戦争 忘れられた戦後史 進駐軍慰安命令』（1995年、フジテレビ）- 多賀甫
- 土曜ドラマ（NHK総合）
  - 一日三回食後に服用・よひんびん物語（1995年） - 水木秀雄
  - 憲法はまだか（1996年） - 松本烝治
  - 唄を忘れたカナリヤは・・・（1997年）
- 元禄太平記 忠臣蔵討入りの助っ人たち（1995年、テレビ朝日） - 柳沢吉保
- 冠婚葬祭部長（1996年、TBS） - 桜田信彦
- 風光る剣 -八嶽党秘聞-（1997年、NHK正月時代劇）- 田沼主殿頭意次
- メロディ（1997年、TBS）- 黒崎淳之介
- ドラマ新銀河 / 雲の上の青い空（1997年、NHK総合）
- 編笠十兵衛（1997年、テレビ東京） - 中根平十郎
- 3番テーブルの客（1997年、フジテレビ） - アンドリュー堺
- 世界で一番パパが好き（1998年、フジテレビ） - 根岸義彦
- サラリーマン金太郎（1999年 - 2002年、TBS） - 大和龍之介  ※高橋克典版
- 古畑任三郎シリーズ（フジテレビ）
  - 古畑任三郎 3rd season 第32回「古い友人に会う」（1999年） - 安斎亨
  - 古畑任三郎 スペシャル 第39回「すべて閣下の仕業」（2004年） - 若松医師
- 合い言葉は勇気（2000年、フジテレビ） - 網干頼母
- 白い影 -Love and Life in the White-（2001年、TBS） - 行田祐太郎
- こちら第三社会部（2001年、TBS） - 水村平八郎
- 忠臣蔵1/47（2001年、フジテレビ） - 吉良上野介
- 女と愛とミステリー / 金沢能登殺人周遊（2002年、テレビ東京）- 上島警視
- 天国への階段（2002年、読売テレビ）- 横矢孝義
- 狂った果実2002（2002年、TBS）- 河野俊輔
- 女と男と物語（2003年、テレビ朝日）- 望月源次郎
- 刑事☆イチロー（2003年、TBS）- 別府文造
- 弁護士迫まり子の遺言作成ファイル 第5作「告発」（2003年、TBS） - 山野太一郎
- エ・アロール（2003年、TBS）- 野村義夫
- 奥さまは魔女（2004年、TBS） - マリオ
- 世にも奇妙な物語「地獄は満員」（2004年） - 重松剛三
- 相棒シリーズ（テレビ朝日） - 瀬戸内米蔵 役
  - season2 最終話（2004年3月17日）
  - season3 第1話 - 第3話、最終話（2004年10月13日 - 27日、2005年3月23日）
  - season4 第1話（2005年10月12日）（実兄・長門裕之と共演）
  - season7 第1話 - 第2話（2008年10月22日 - 29日）
  - season9 最終話（2011年3月9日）
  - season12 最終話（2014年3月19日）
  - season16 第13話 - 第14話（2018年1月24日 - 31日）
  - season21 第1話（2022年10月21日 ※回想、ノンクレジット）
- 離婚弁護士（2004年、フジテレビ） - 井上紀三郎
- 黒革の手帖（2004年、テレビ朝日） - 長谷川庄司
- 忠臣蔵（2004年、テレビ朝日） - 徳川綱吉
- 最後の忠臣蔵（2004年、NHK総合） - 天川屋儀兵衛
- 新札発行記念ドラマ『樋口一葉物語』（2004年11月1日、TBS） - 森鴎外
- 離婚弁護士II〜ハンサムウーマン〜（2005年、フジテレビ） - 井上紀三郎
- 幸せになりたい!（2005年、TBS） - 熊野雄太郎
- 戦国自衛隊・関ヶ原の戦い（2006年、中京テレビ） - 徳川家康
- 医龍-Team Medical Dragon- 第11話（2006年、フジテレビ） - 明真大学総長
- 奇跡の動物園〜旭山動物園物語〜シリーズ（フジテレビ） - 小野勇夫（園長 ・獣医）
  - 奇跡の動物園〜旭山動物園物語〜（2006年5月13日）
  - 奇跡の動物園2007〜旭山動物園物語〜（2007年5月11日）
- 松本清張特別企画・強き蟻（2006年7月19日、テレビ東京） - 沢田信弘
- 松本清張ドラマスペシャル・波の塔（2006年12月27日、TBS） - 朝倉庸夫
- 真夜中のマーチ （2007年、WOWOW） - 黒川春雄
- セレンディップの奇跡（2007年、日本テレビ） - キャナル店主
- 病院のチカラ〜星空ホスピタル〜（2007年4 - 5月、NHK総合） - 堀田雄一院長
- 裸の大将（2007年 - 2008年、フジテレビ） - 園長先生
- 警視庁捜査一課9係（テレビ朝日） - 北田丈晴警視総監
  - 第2シリーズ 第6話「警視総監の秘密」（2007年）
  - 第10シリーズ 第6話「完全犯罪理論」（2015年）
- 警視庁捜査ファイル さくら署の女たち（2007年、テレビ朝日） 第1話「殺人刑事」 - 高峰丈太郎
- 海峡（2007年、NHK総合） - 進藤登
- 監査法人（2008年7月、NHK総合） - 田上啓司監査法人理事長
- メイちゃんの執事（2009年1 - 3月、フジテレビ） - 本郷金太郎
- スペシャルドラマ RESET（2009年1月、日本テレビ） - アンリ
- 松本清張生誕100年特別企画・疑惑（2009年1月24日、テレビ朝日） - 原山正雄
- テレビ朝日 開局50周年記念ドラマスペシャル 落日燃ゆ（2009年3月15日） - 吉田茂
- BOSSシリーズ（フジテレビ）
  - 第1シリーズ第10話・最終話（2009年6月） - 大山源蔵警視総監
  - 第2シリーズ最終話（2011年6月） - 井上紀三郎
- 任侠ヘルパー 第2話（2009年7月16日、フジテレビ） - 本村幸三
- 結党!老人党（2009年8月9日、WOWOW） - 高山晃三
- ママは昔パパだった（2009年、WOWOW） - 加山茂一
- 浅見光彦〜最終章〜 第8話（2009年12月9日、TBS）- 山名雄三
- 椿山課長の七日間（2009年12月19日、テレビ朝日）- 椿山和利
- 土曜プレミアム新春スペシャルドラマ 最後の約束（2010年1月9日、フジテレビ） - 新見朋彦
- Wの悲劇（2010年1月11日、TBS）- 和辻与兵衛
- ドラマスペシャル 女刑事音道貴子・凍える牙（2010年1月30日、テレビ朝日） - 畑山専務
- 福岡発ドラマスペシャル 母(かか)さんへ（2009年12月11日、NHK九州沖縄地域 / 2010年2月11日、NHK総合） - 矢部川弥三郎
- 松本清張生誕100年記念スペシャルドラマ・霧の旗（2010年3月16日、日本テレビ） - 奥村雅之
- 金曜プレステージ / 鬼平犯科帳スペシャル 高萩の捨五郎（2010年6月18日、フジテレビ・松竹）- 妙義の團右衛門
- ナサケの女〜国税局査察官〜（2010年10月-12月、テレビ朝日）- ナレーション
- スペシャルドラマ ストロベリーナイト（2010年11月13日、フジテレビ） - 國奥定之助
- ヒューマンドラマスペシャル ニセ医者と呼ばれて 〜沖縄・最後の医介輔〜（2010年12月9日、読売テレビ）- 院長
- 木曜時代劇 / 隠密八百八町（2011年1月-3月、NHK総合） - 喜八郎
- 金曜ナイトドラマ / バーテンダー（2011年2月4日-4月1日、テレビ朝日）- 来島泰三
- Dr.伊良部一郎（2011年2月20日、テレビ朝日）- 千堂虎雄
- シリーズ激動の昭和 総理の密使 〜核密約 42年目の真実〜（2011年2月21日、TBS）- 佐藤栄作
- 熱中時代（2011年4月9日、日本テレビ）- 緑が丘動物園の園長
- 神様の女房（2011年10月1日-10月15日、NHK総合） - 井植清太郎
- 金曜プレステージ・夏樹静子・作家40周年記念「第三の女」（2011年12月2日、フジテレビ） - 吉見昭臣
- 俺の空 刑事編（2011年12月18日、テレビ朝日）- 黒田重蔵
- 科捜研の女 第11シリーズ（2012年3月1日、テレビ朝日）- 大西武政
- 水曜ミステリー9 / さすらい署長 風間昭平9（2012年3月7日、テレビ東京）- 河辺庄右衛門
- 木曜ドラマ Wの悲劇 (2012年4月26日 - 6月14日、テレビ朝日) - 中里右京
- BS時代劇（NHK BSプレミアム）
  - 陽だまりの樹（2012年4月-6月、NHK BSプレミアム） - 藤田東湖
  - 薄桜記（2012年7月-9月） - 堀部弥兵衛
- 土曜ワイド劇場 / おかしな刑事9（2012年10月13日、テレビ朝日）- 久慈麗人
- NHK正月時代劇 / 御鑓拝借〜酔いどれ小籐次留書〜（2013年1月1日、NHK総合） - 久慈屋昌右衛門
- 2夜連続ドラマスペシャル 最も遠い銀河（2013年2月2日・3日、テレビ朝日）- 清家淳蔵
- テレビ朝日開局55周年記念 ドラマスペシャル 上意討ち 拝領妻始末（2013年2月9日、テレビ朝日）- 笹原監物
- 大岡越前（2013年 - 2018年、NHK BSプレミアム） - 大岡忠高
  - 大岡越前スペシャル 白洲に咲いた真実（2017年1月3日）[60][61]
- ウルトラマンギンガ（2013年、テレビ東京） - 礼堂ホツマ
- 新・御宿かわせみ（2013年9月16日、時代劇専門チャンネル） - 養源寺住職
- 独身貴族（2013年10月10日、フジテレビ） - 高倉雄二 役[注 11]
- 秋のドラマ特別企画 命〜天国のママへ〜（2013年11月11日、TBS）- 内木繁弥
- 松本清張スペシャル 時間の習俗（2014年4月10日、フジテレビ） - 鳥飼重太郎
- 銀二貫（2014年4月 - 6月、NHK総合） - 和助
- 闇の狩人（2014年10月4日・5日、時代劇専門チャンネル） - 五名の清右衛門
- 赤と黒のゲキジョー / ヤバい検事 矢場健〜ヤバケンの暴走捜査〜4（2014年11月14日、フジテレビ）- 佐々岡京一郎
- 特集ドラマ ナイフの行方（2014年12月22日・23日、NHK総合） - 丹波陽三
- 銭の戦争 (2015年1月 - 3月、関西テレビ) - 紅谷裕蔵 [62]
- プレミアムドラマ / リキッド〜鬼の酒 奇跡の蔵〜（2015年4月12日 - 26日、NHK BSプレミアム） - 鷲尾勇作
- 水戸黄門 スペシャル（2015年6月29日、TBS） - 紀伊國屋文左衛門
- アカギシリーズ（BSスカパー!） - 鷲巣巌 
  - アカギ（2015年7月17日 - 9月18日）
  - アカギ「竜崎・矢木編 ／市川編」（2017年10月13日 - 11月10日）
  - アカギ「〜鷲巣麻雀完結編〜」（2018年5月25日 - 6月8日）
- 金曜プレミアム（フジテレビ）
  - 浅見光彦シリーズ52（2015年9月4日） - 新宮日出夫
  - 松本清張スペシャル かげろう絵図（2016年4月8日） - 徳川家斉 役 [63]
  - 判事失格!?弁護士夏目連太郎の逆転捜査（2017年3月24日） - 望月睦夫
- ドクター調査班〜医療事故の闇を暴け〜 第5話 - 第7話（2016年5月20日 - 6月3日、テレビ東京） - 浅間直親 [64]
- 戦艦武蔵（2016年8月6日、NHK BSプレミアム） - 木山三男 [65]
- 二夜連続ドラマスペシャル アガサ・クリスティ そして誰もいなくなった（2017年3月25日・26日、テレビ朝日） - 門殿宣明 役 [66]
- やすらぎの郷 第9週（2017年5月29日 - 6月2日、テレビ朝日） - 石上五郎
- 黒薔薇 刑事課強行犯係 神木恭子（2017年12月16日、テレビ朝日） - 瀬名英一郎
- 大女優殺人事件（2018年3月25日、テレビ朝日） - 段原平臣
- 松本清張ドラマスペシャル 疑惑（2019年2月3日、テレビ朝日） - 原山正雄 [注 12]

### Vシネマ
- 新・日本の首領（2004年、シネマパラダイス） - 初代峠会会長 生田源之助
- 新・修羅の軍団（2010年、オールインエンタテインメント）- 源道会会長
- 日本統一18,19,20,21,22,23（2016年 - 2017年、オールインエンタテインメント） - 初代丸神連合会長 初代水神会会長 瀧島彪雄
- 代紋を捨てた男（2015年、オールインエンタテインメント） - 大阪産業会長 難波
- 極道天下布武 第一幕 - 第五幕（2017年 - 2018年、オールインエンタテインメント） - 警視庁長官 一条晴良

### 劇場アニメ
- バケモノの子（2015年） - 宗師 役[68]

### 吹き替え
- ウォレスとグルミット ベーカリー街の悪夢（2009年） - ウォレス [69]
- リトルプリンス 星の王子さまと私（2015年） - 飛行士 役[70]

### ラジオ
- 明日への伝言板（2010年10月 - 2011年3月） - 木曜日担当

### 司会
- MBS競馬中継（MBSラジオ、後に『サンデー競馬中継 みんなの競馬』→『GOGO競馬サンデー!』）の司会を1970年代前半に務めたことがある。生粋の「穴狙い」で、本命で決着した際は、「本命でした! チェッ!」と言う癖があった。

### バラエティ
- スター千一夜（フジテレビ、放送第1回目に長門裕之と兄弟でゲスト出演）
- 第50回NHK紅白歌合戦（1999年12月31日、NHK総合・ラジオ第1） - 審査員
- たかじんのそこまで言って委員会（2012年7月15日 - 、読売テレビ） - パネリスト
- 津川雅彦がゆく加賀 酒紀行（2015年3月25日、NHK BSプレミアム） - 旅人

### 広告
- カゴメ
- NTTドコモ「津川雅彦-だから私はドコモです」篇
- 松下電器産業（現・パナソニック） カラーテレビ「画王」（1990年 - 1991年） - 「画王国」の王に扮し「テレビじゃ画王じゃ!!」と叫ぶ、インパクトのあるCMが話題を呼んだ。
- トヨタ自動車「アバロン」（1997年）
- 大東建託[71]
- サントリー（C.Cレモン）
- 九州電力エコアイス（娘と競演）

## 監督作品
映画監督マキノ雅弘の甥である津川は、マキノ雅彦名義で映画監督として活動している。
- 寝ずの番（2006年、光和インターナショナル / 松竹）
- 次郎長三国志（2008年）
- 旭山動物園物語 ペンギンが空をとぶ（2009年）

## 著書
- 『恋娘 パパを育ててくれた君へ』（主婦の友社、1984年） - 娘の真由子に語りかける文体で構成されたエッセイ。「第二章 誘拐事件」では事件の発端から解決までの顛末が子細に語られている。

## 受賞歴
ブルーリボン賞
- 第24回（1982年）最優秀助演男優賞 『マノン』

日本アカデミー賞
- 第9回（1986年） 優秀助演男優賞 『ひとひらの雪』
- 第11回（1988年）最優秀助演男優賞 『マルサの女』『夜汽車』
- 第16回（1993年）優秀主演男優賞 『濹東綺譚』
- 第18回（1995年）優秀助演男優賞 『集団左遷』[72]
- 第22回（1999年）優秀主演男優賞 『プライド・運命の瞬間』

毎日映画コンクール
- 第42回（1987年） 助演男優賞『マルサの女』『別れぬ理由』

キネマ旬報賞
- （1987年） 助演男優賞『マルサの女』『別れぬ理由』

報知映画賞
- 第12回（1987年） 助演男優賞 『マルサの女』
- 第39回（2014年） 助演男優賞 『0.5ミリ』

高崎映画祭
- 第2回（1988年） 主演男優賞 『マルサの女』『別れぬ理由』

日刊スポーツ映画大賞
- 第7回（1994年）助演男優賞 『集団左遷』『忠臣蔵外伝 四谷怪談』

日本映画批評家大賞
- 第13回（2004年） 主演男優賞 『いつかA列車に乗って』
- 第16回（2007年） 批評家特別監督賞 『寝ずの番』 - マキノ雅彦としての受賞

門真国際映画祭
- 第1回（2018年） 最優秀主演男優賞 『サイレン』

ギャラクシー賞
- 第22回（1985年）ギャラクシー賞 特別賞 『女の一生』『生きていく私』[73]

NHK放送文化賞
- 第67回（2016年）[74]

ほか多数。

## 関連書籍
- 『人は大切なことも忘れてしまうから 松竹大船撮影所物語』（山田太一、斉藤正夫、田中康義、宮川昭司、吉田剛、渡辺浩 / 編著。マガジンハウス） - 津川を含む松竹ゆかりの人たちへのインタビュー集。
- 『国と歴史を語って何が悪い』（WiLL別冊『歴史通』第3号インタビュー 聞き手は加瀬英明）